# Ankerbrauerei
Die Ankerbrauerei war eine Brauerei in Nördlingen, welche bis 1608 zurückreicht. Zuletzt (2016) waren hier rund 20 Mitarbeiter beschäftigt.

## Geschichte

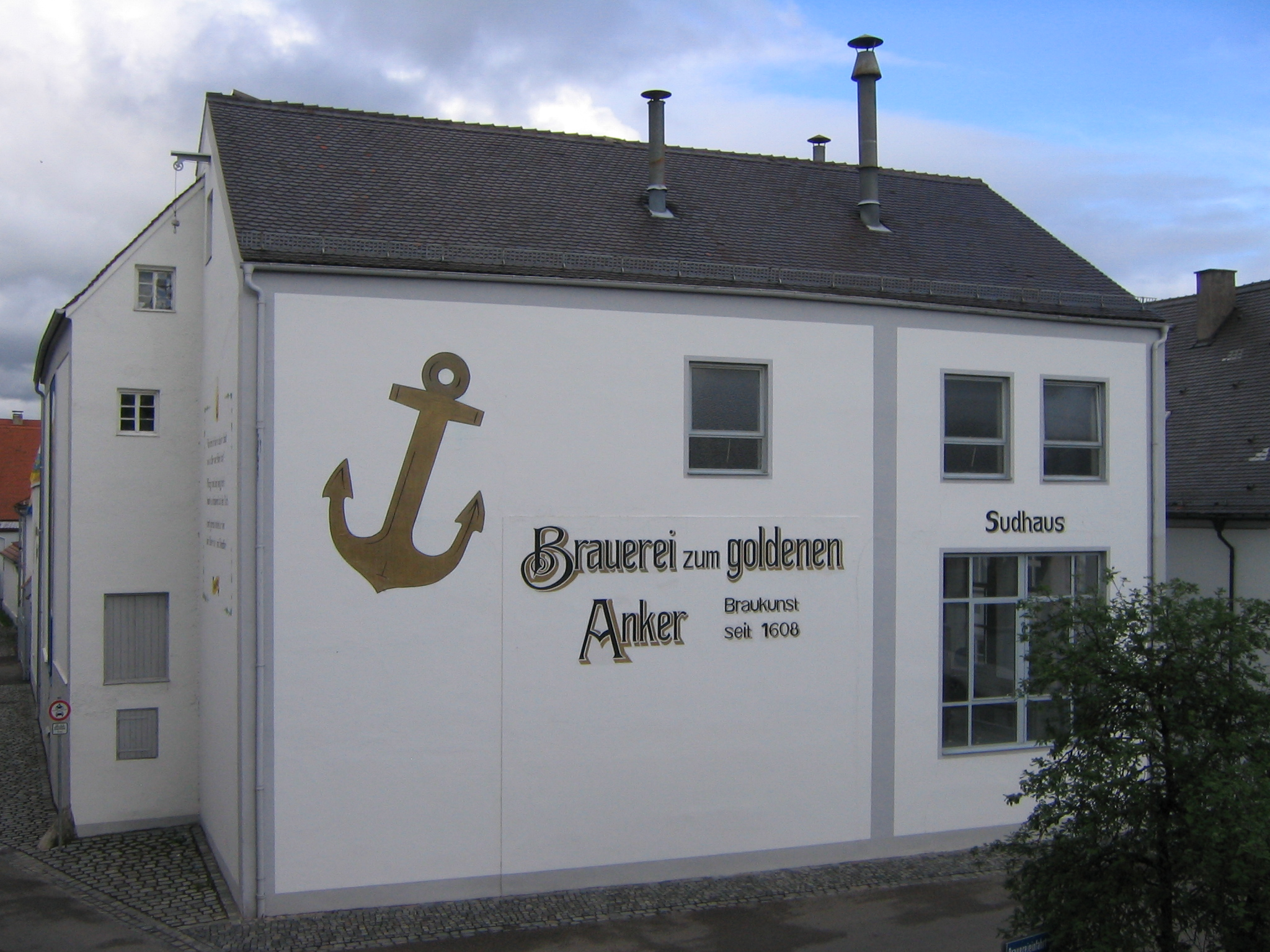
Sudhaus der Ankerbrauerei

Der Name Ankerbrauerei leitet sich vom Symbol des Ankers ab, das seinen Ursprung als Gasthauszeichen hat und damit einen sicheren Hafen für die Nacht signalisierte.
Die Brauerei wurde 1608 zum ersten Mal urkundlich erwähnt und blieb auf dem ursprünglichen Gelände innerhalb der Nördlinger Stadtmauer.
Das Unternehmen war bis zuletzt familiengeführt. Im Januar 2016 gab die Leitung bekannt, dass die Brauerei zum 30. September 2016 aus wirtschaftlichen Gründen (genannt wurden steigender Kostendruck, verändertes Konsumverhalten sowie eingeschränkte technische und bauliche Möglichkeiten am historischen Standort) die Produktion einstellen werde. Seit Oktober 2016 werden die Biere vom Fürst Wallerstein Brauhaus nach der Ankerbräu-Rezeptur hergestellt.

## Produkte
Die Ankerbrauerei stellte verschiedene Biersorten in Flaschen zu 0,33 l und 0,5 l her. Als Gebinde gab es darüber hinaus auch bis zu 50 l große Fässer sowie „Beer in Box“ (→Bag-In-Box). Biersorten sind:
- Nördlinger-Premium-Pils
- Lager Hell
- Edel-Tropfen (Export)
- Dunkel-Export (auf Malzbasis)
- Rieser Hefe-Weizen (hell und dunkel)
- Rieser Kristall-Weizen
- Rieser Light-Weizen
- Nördlinger Weihnachts-Festbier (saisonal)
- Bierspezialität zum Stabenfest mit Bockbiercharakter
- Nördlinger Mess’bier zur Nördlinger Messe
- Kirchweihbier
- Bier zum regionalen Stadtmauerfest (Daniel-Trunk)
- Original Radler, Schwarzer Radler
- Rieser Russ’n

Erfrischungsgetränke:
- Libella-Limonaden

## Auszeichnungen
Das mit der Würzburger Firma @gua internet solutions realisierte E-Commerce-Angebot für ein Online-Labeling eigener Bierflaschenetiketten wurde 1999 vom Bayerischen Brauerbund und dem Bayerischen Hotel- und Gaststättenverband mit der „Goldenen BierIdee“ ausgezeichnet.